# Rio Sluice
O rio Sluice é um afluente de 5,3 milhas (8,5 km) do rio Dennis no condado de Cape May, Nova Jersey, nos Estados Unidos.